# Радваньская, Урсула
Урсу́ла Радва́ньская (пол. Urszula Radwańska; род. 7 декабря 1990, Ахаус, Германия) — польская профессиональная теннисистка, младшая сестра Агнешки Радваньской. Победительница одного турнира WTA в парном разряде; бывшая первая ракетка мира в юниорском рейтинге; победительница одного юниорского турнира Большого шлема в одиночном разряде (Уимблдон-2007); победительница трёх юниорских турниров Большого шлема в парном разряде; победительница парного турнира Orange Bowl (2006).

## Общая информация
Урсула — младшая из двух дочерей Роберта и Марты Радваньских; её старшую сестру зовут Агнешка.
Родители активно помогали знакомству и первым играм обеих дочерей в теннис; Урсула впервые взяла ракетку в руки в пять лет. Лучший удар — бэкхенд, любимое покрытие — трава.

## Спортивная карьера
Юниорские годы
Несмотря на 21 месяц разницы в возрасте со старшей сестрой, Урсула очень часто уже в юниорские годы играла те же турниры, что и Агнешка: в июне 2003 года они вместе дебютировали в старшем юниорском туре (причём с матча друг против друга — в первый и последний раз в этот период своей карьеры сыграв встречу не в финале). Параллельно они обе играли соревнования и в младших возрастных категориях и в 2005 году принесли своей стране победу в её истории победу в юниорском Кубке Федерации, переиграв в решающем матче француженок во главе с Ализе Корне. Выступления младшей сестры в старшем юниорском туре продолжалось вплоть до его семнадцатого дня рождения: Радваньская постепенно улучшала свои результаты, выигрывала второстепенные турниры как в одиночном, так и в парном разряде, а в конце мая 2005 года впервые дебютировала на юниорских соревнованиях серии Большого шлема. Постепенно росли результаты польки и на самых крупных турнирах — в январе следующего года она выиграла престижный зальный G1 в чешском Пршерове, а в июне впервые добралась до полуфинальной стадии на турнирах Большого шлема: в затяжной концовке матча на уимблдонских кортах уступив будущей чемпионке Каролине Возняцки. Осенью Урсула отметилась парой титулов на североамериканских турнирах: сначала выиграв G1 в Брейдентоне в одиночном разряде, а затем став сильнейшей на Orange Bowl в парном разряде — вместе с Сораной Кырстей.
В 2007 году Радваньская провела свой последний сезон в юниорских соревнованиях, сумев в этот период шесть раз сыграть в финалах турниров Большого шлема: дважды в одиночном разряде и четырежды в паре. На Уимблдоне полька выиграла свой первый и единственный одиночный титул такого статуса, переиграв четвертьфинале Анастасию Павлюченкову, а четыре визита в решающий матч в парном разряде едва не закончились Большим шлемом, но в Австралии Радваньская и Джулия Коэн, выиграв первый сет в финале против Евгении Родиной и Арины Родионовой, затем уступили им два последующих. Результативно проведённый сезон на крупных соревнованиях вместе с отсутствием в тот период у Урсулы реальных конкурентов в своём возрасте позволил ей к середине сентября возглавить рейтинг и завершить сезон с формальным титулом лучшей юниорки мира от ITF.
Начало взрослой карьеры
Старт карьеры в протуре также произошёл достаточно рано — в мае 2005 года, в 14 лет, она провела свои первые матчи на 25-тысячнике в Варшаве. Опыт игр на подобном уровне очень быстро позволил показывать некоторые результаты и на небольших турнирах — уже в августе Радваньская добралась до своего первого полуфинала на 10-тысячнике в одиночном разряде и там же выиграла свой первый парный титул. До конца сезона к этому были добавлены ещё три финала на парных 25-тысячниках. В марте 2006 года на пути в полуфинал 25-тысячника в Фуэртевентуре впервые обыграна теннисистка из Top-200 — это была 150-я ракетка мира Михаэла Паштикова из Чехии, а в конце того же месяца взят первый одиночный турнир ITF — в финале 10-тысячника в британском Бате повержена Валери Тетро из Канады. В начале мая дебютировала на соревнованиях WTA — получив WC в основу домашнего турнира в Варшаве она играет в стартовом матче с Винус Уильямс и берёт у неё 6 геймов. Через пару недель Урсула уже сама пробивается в основную сетку в Стамбуле, а затем и выигрывает первый матч — 6-4 7-5 над Марией Еленой Камерин (тогдашней 53-й ракеткой в мире).
На взрослом уровне только к концу августа приходят стабильные результаты — Радваньская пробивается во второй круг в Бронксе и Токио, а в Бангкоке Урсула впервые достигает четвертьфинала, переиграв по ходу 27-ю ракетку мира Виржини Раззано. В паре же Урсула выигрывает свой первый титул WTA — сёстры становятся сильнейшими в Стамбуле (победив в решающем матче пару Мирза / Чан). До конца года Радваньская-младшая берёт ещё два парных 50-тысячника (в Бронксе и Куньмине). Через год Урсула набирается опыта на крупных турнирах — лишь раз она сыграла на турнире ниже 75-тысячника. На Уимблдоне Радваньская одерживает первую победу в основе турниров Большого шлема — переиграна тогдашняя 61-я ракетка мира Клара Закопалова. В июле Урсула завоёвывает первый в сезоне титул — отдав соперницам лишь один сет, она становится лучшей на 50-тысячнике в Ванкувере. В конце года Урсула Радваньская отмечается в финале 75-тысячника в Дубае. В паре Урсула достигает полуфинала на турнире WTA в Ташкенте и выигрывает 100-тысячник в Кракове.
2009-10
В начале года Радваньская-младшая заявляет о себе на уровне WTA — она выигрывает квалификацию в Хобарте и доходит до второго раунда в основной сетке (по пути переиграв Скьявоне и Возняк). На турнире категории Premier в Дубае прошла отбор и в стартовом матче впервые одерживает победу над игроком Top-10 (ею оказывается старшая сестра Агнешка), а через несколько недель Урсула повторила это достижение — во втором раунде супертурнира в Индиан-Уэллсе была повержена Светлана Кузнецова. На том турнире Урсула в итоге дошла до четвёртого круга. Следующий всплеск результатов пришёлся на травяной сезон — в Бирмингеме Радваньская-младшая обыгрывает на старте Марию Кириленко и в итоге добирается до четвертьфинала, где уступает будущей победительнице — Магдалене Рыбариковой из Словакии. Затем уроженка Ахауса ещё дважды достигает этой стадии — в Стамбуле и Лос-Анджелесе (причём в США она одолела тогдашнюю 16-ю ракетку мира Доминику Цибулкову). До конца года Урсула три раза проходит квалификации на крупных соревнованиях, завершив сезон 67-й ракеткой мира. В паре сёстры Радваньские пробиваются в четвертьфинал на Roland Garros (обыграв, среди прочих, сильный дуэт Пешке / Реймонд).
Год начался без особых успехов — в Сиднее не удаётся пройти квалификацию, а на Australian Open уже в первом круге она попадает на Серену Уильямс. После Мельбурна Урсула на долгое время выбыла из строя из-за травмы польке была сделана операция на позвоночнике. Первый турнир после паузы прошёл в конце июля в Сан-Диего. Сходу наладить результативную игру в одиночке не удалось и к середине октября Урсула сползла в третью сотню рейтинга. Зато почти сразу стало кое-что получаться в паре. Радваньская-младшая в паре с Ольгой Савчук дошла до финала 100-тысячника в Токио. Определённого рода успехов удалось добиться в середине октября в Сен-Рафаэле — Урсула впервые за долгое время добирается до финала одиночного турнира, где относительно легко уступает Алисон Риск из США. Этот успех позволяет подняться в рейтинге в середину третьей сотни. Далее Урсула выигрывает 50-тысячник в Исманинге, начав его с квалификации. По ходу турнира удалось обыграть одного игрока из Top100 (Кристину Барруа в полуфинале). В рейтинге поднимается в Top200.
2011-14
2011 год был потрачен на возвращение в Top-100 одиночного рейтинга и закрепление там. Серия проходов через квалификации соревнований WTA с периодическими успешными результатами в основе завершилась осенью полуфиналом на турнире в Ташкенте и четвертьфиналом на соревновании в Гуанчжоу, позволившая Радваньской занять в рейтинге 88-ю позицию. За это время одержаны две победы над теннисистками из Top40 — весной, с разницей в несколько турниров, обыграны Клара Закопалова и Анастасия Севастова. До конца сезона эти результаты закрепить не удаётся и после снятия очков за прошлогодние успехи на соревнованиях ITF полька завершает год 109-й.
Небезуспешен был и парный сезон — Урсула, вместе с Александрой Пановой завоевала титул на соревновании ITF в Биарритце, а также дважды сыграла в полуфиналах соревнований WTA (оба раза партнёршей была другая россиянка — Евгения Родина). Локальные успехи в первой половине 2012 года позволяют Радваньской вновь вернуться в Top-100 одиночного рейтинга. На рубеже грунтового и травяного сезонов Урсула сначала из квалификации доходит до четвертьфинала соревнования категории Premier в Брюсселе, а затем выигрывает 75-тысячник в Ноттингеме. Эти результаты позволяют почти повторить пиковый одиночный рейтинг, достигнутый до травмы, а также отобраться в одиночный турнир Олимпиады. Финиш года принёс два третьих круга на крупных соревнованиях премьер-серии и два полуфинала на турнирах международной серии: в Ташкенте и Гуанчжоу.
Через год Радваньская закрепилась в первой полусотне, но регулярно выигрывая матчи на средних турнирах, на соревнованиях базовой серии полька так ни раз у не пробилась даже в полуфинал. Осенью ко всему добавились проблемы с плечом, из-за которых Урсула уже в начале октября завершила сезон. Возвращение в тур произошло лишь в феврале следующего года, но уровень игры долгое время не позволяет ей сколько-нибудь уверенно играть даже на слабейших соревнованиях ассоциации и средних турнирах ITF. Локальные всплески позволяют чуть замедлять падение, но на US Open Радваньская уже вынуждена была играть отборочный турнир на соревновании серии Большого шлема, а в начале октября она уже числилась в третьей сотне рейтинга.
2018
В марте принимала участие в двух турнирах в Шэньчжэнь и Чжухае(Китай), где уступила в первом круге. В июне в квалификации на турнир в Хертогенбос (Нидерланды) проиграла сразу же в первом круге Антонии Лоттнер, хотя первый сет выиграла 6-2.
Урсула в Кубке Федерации
Влияние семейства Радваньских на национальную федерацию, сравнительно высокий уровень игры обеих сестёр уже с ранних лет и отсутствие серьёзных конкурентов в национальном теннисе позволил обеим сёстрам уже в очень раннем возрасте провести игры за взрослую команду страны в Кубке Федерации. Отец семейства накануне сезона-2006 смог занять пост капитана сборной и уже на первый матч обновлённой команды подтянул обеих дочерей и дал им сыграть. Агнешка быстро стала лидером сборной, постепенно вытаскивая Польшу в элитную группу турнира, а Урсула, наряду с другими теннисистками, помогала ей добирать победные очки. За это время младшая сестра приняла участие в 27 играх в рамках турнира, выиграв в рамках этого 11 одиночных встреч и три парных.

## Рейтинг на конец года
| Год  | Одиночный рейтинг | Парный рейтинг |
| 2023 | 450               | 597            |
| 2022 | 420               |                |
| 2021 | 210               | 806            |
| 2020 | 286               |                |
| 2019 | 277               |                |
| 2018 | 330               |                |
| 2017 | 524               |                |
| 2016 | 264               |                |
| 2015 | 95                |                |
| 2014 | 180               |                |
| 2013 | 43                |                |
| 2012 | 31                | 99             |
| 2011 | 109               | 106            |
| 2010 | 191               | 239            |
| 2009 | 67                | 88             |
| 2008 | 127               | 112            |
| 2007 | 288               | 154            |
| 2006 | 310               | 251            |
| 2005 | 1025              | 305            |

## Выступления на турнирах

### Финалы турниров WTA в одиночном разряде (2)

#### Поражения (2)
| Легенда: До 2009 года       | Легенда: С 2009 года  |
| --------------------------- | --------------------- |
| Турниры Большого Шлема (0)  |                       |
| Олимпиада (0)               |                       |
| Итоговый чемпионат года (0) |                       |
| 1-я категория (0)           | Premier Mandatory (0) |
| 2-я категория (0)           | Premier 5 (0)         |
| 3-я категория (0+1)         | Premier (0)           |
| 4-я категория (0)           | International (0)     |
| 5-я категория (0)           | International (0)     |

| Титулы по покрытиям | Титулы по месту проведения матчей турнира |
| ------------------- | ----------------------------------------- |
| Хард (0)            | Зал (0)                                   |
| Грунт (0+1)         | Зал (0)                                   |
| Трава (0)           | Открытый воздух (0+1)                     |
| Ковёр (0)           | Открытый воздух (0+1)                     |

| №  | Дата         | Турнир                  | Покрытие | Соперница в финале | Счёт    |
| 1. | 23 июня 2012 | Хертогенбос, Нидерланды | Трава    | Надежда Петрова    | 4-6 3-6 |
| 2. | 26 июля 2015 | Стамбул, Турция         | Хард     | Леся Цуренко       | 5-7 1-6 |

### Финалы турнировITFв одиночном разряде (9)

#### Победы (4)
| Легенда:          |
| ----------------- |
| 100.000 USD (0+3) |
| 75.000 USD (1)    |
| 50.000 USD (2+2)  |
| 25.000 USD (0+2)  |
| 10.000 USD (1+3)  |

| Титулы по покрытиям | Титулы по месту проведения матчей турнира |
| ------------------- | ----------------------------------------- |
| Хард (3+4)          | Зал (2+3)                                 |
| Грунт (0+5)         | Зал (2+3)                                 |
| Трава (1)           | Открытый воздух (2+7)                     |
| Ковёр (0+1)         | Открытый воздух (2+7)                     |

| №  | Дата           | Турнир                    | Покрытие | Соперница в финале | Счёт        |
| 1. | 2 апреля 2006  | Бат, Великобритания       | Хард(i)  | Валери Тетро       | 7-6(6) 6-2  |
| 2. | 3 августа 2008 | Куньмин, Китай            | Хард     | Жюли Куэн          | 2-6 6-3 7-5 |
| 3. | 7 ноября 2010  | Исманинг, Германия        | Хард(i)  | Андреа Главачкова  | 7-5 6-4     |
| 4. | 10 июня 2012   | Ноттингем, Великобритания | Трава    | Коко Вандевеге     | 6-1 4-6 6-1 |

#### Поражения (5)
| №  | Дата            | Турнир               | Покрытие | Соперница в финале | Счёт        |
| 1. | 14 мая 2006     | Варшава, Польша      | Хард     | Наталья Колат      | 6-3 5-7 1-6 |
| 2. | 18 ноября 2007  | Куньмин, Китай       | Хард     | Янина Викмайер     | 5-7 4-6     |
| 3. | 20 декабря 2008 | Дубай, ОАЭ           | Хард     | Виталия Дьяченко   | 5-7 6-2 5-7 |
| 4. | 24 октября 2010 | Сен-Рафаэль, Франция | Хард(i)  | Алисон Риск        | 4-6 2-6     |
| 5. | 19 октября 2014 | Жуэ-ле-Тур, Франция  | Хард(i)  | Карина Виттхёфт    | 3-6 6-7(6)  |

### Финалы турниров WTA в парном разряде (1)

#### Победы (1)
| №  | Дата        | Турнир          | Покрытие | Партнёрша           | Соперницы в финале      | Счёт    |
| 1. | 26 мая 2007 | Стамбул, Турция | Грунт    | Агнешка Радваньская | Чжань Юнжань Саня Мирза | 6-1 6-3 |

### Финалы турниров ITF в парном разряде (15)

#### Победы (10)
| №   | Дата            | Турнир                  | Покрытие | Партнёрша           | Соперницы в финале                  | Счёт           |
| 1.  | 14 августа 2005 | Гдыня, Польша           | Грунт    | Агнешка Радваньская | Катерина Авдиенко Наталья Богданова | 6-1 6-1        |
| 2.  | 21 августа 2005 | Кендзежин-Козле, Польша | Грунт    | Агнешка Радваньская | Рената Ворачова Сандра Заглавова    | 6-1 6-4        |
| 3.  | 19 февраля 2006 | Бухен, Германия         | Ковёр(i) | Катерина Авдиенко   | Луция Кригсманнова Зузана Залабска  | Без игры       |
| 4.  | 2 апреля 2006   | Бат, Великобритания     | Хард(i)  | Мартина Бабакова    | Мари-Перрин Бодун Карла Мра         | 6-3 6-1        |
| 5.  | 18 февраля 2007 | Биберах, Германия       | Грунт    | Нина Братчикова     | Дарья Юрак Сандра Мартинович        | 6-2 6-0        |
| 6.  | 18 августа 2007 | Бронкс, США             | Хард     | Луция Градецкая     | Мария Корытцева Дарья Кустова       | 6-3 1-6 6-1    |
| 7.  | 18 ноября 2007  | Куньмин, Китай          | Хард     | Янина Викмайер      | Хань Синьюнь Сюй Ифань              | 6-4 6-1        |
| 8.  | 9 ноября 2008   | Краков, Польша          | Хард(i)  | Анжелик Кербер      | Ольга Брозда Сандра Заневская       | 6-3 6-2        |
| 9.  | 9 июля 2011     | Биарритц, Франция       | Грунт    | Александра Панова   | Эрика Сэма Роксана Вайсемберг       | 6-2 6-1        |
| 10. | 13 мая 2012     | Кань-сюр-Мер, Франция   | Грунт    | Александра Панова   | Каталин Мароши Рената Ворачова      | 7-5 4-6 [10-6] |

#### Поражения (5)
| №  | Дата            | Турнир                 | Покрытие | Партнёрша           | Соперницы в финале                | Счёт    |
| 1. | 30 октября 2005 | Стамбул, Турция        | Грунт    | Агнешка Радваньская | Жофия Губачи Мария Корытцева      | 3-6 3-6 |
| 2. | 6 ноября 2005   | Минск, Беларусь        | Ковёр(i) | Агнешка Радваньская | Екатерина Деголевич Дарья Кустова | 3-6 3-6 |
| 3. | 13 мая 2006     | Варшава, Польша        | Грунт    | Юстина Оцга         | Ирина Кузьмина Оксана Терлякова   | 0-6 1-6 |
| 4. | 10 февраля 2007 | Типтон, Великобритания | Хард(i)  | Ксения Лыкина       | Ким Килсдонк Элиса Тамаэла        | 3-6 3-6 |
| 5. | 10 октября 2010 | Токио, Япония          | Хард     | Ольга Савчук        | Джилл Крейбас Тамарин Танасугарн  | 3-6 1-6 |

## История выступлений на турнирах
По состоянию на 15 июля 2017 года
Для того, чтобы предотвратить неразбериху и удваивание счета, информация в этой таблице корректируется только по окончании турнира или по окончании участия там данного игрока.
| Турниры Большого Шлема |       |               |               |               |       |               |               |               |       |        |       |
| Australian Open        | К     | К             | 1Р            | К             | 2Р    | 1Р            | -             | 1Р            | 1Р    | 0 / 8  | 8-8   |
| Roland Garros          | К     | 1Р            | -             | К             | 2Р    | 2Р            | 1Р            | К             | -     | 0 / 7  | 2-7   |
| Уимблдон               | 2Р    | 2Р            | -             | К             | 1Р    | 2Р            | 1Р            | 2Р            | К     | 0 / 8  | 5-8   |
| US Open                | К     | 1Р            | 2Р            | 1Р            | 1Р    | 2Р            | К             | 1Р            | К     | 0 / 9  | 7-9   |
| Итог                   | 0 / 4 | 0 / 4         | 0 / 2         | 0 / 4         | 0 / 4 | 0 / 4         | 0 / 3         | 0 / 4         | 0 / 3 | 0 / 32 |       |
| В/П в сезоне           | 4-4   | 3-4           | 1-2           | 3-4           | 2-4   | 3-4           | 1-3           | 4-4           | 1-3   |        | 22-32 |
| Олимпийские игры       |       |               |               |               |       |               |               |               |       |        |       |
| Летняя олимпиада       | -     | Не проводился | Не проводился | Не проводился | 2Р    | Не проводился | Не проводился | Не проводился | -     | 0 / 1  | 1-1   |

К — проиграла в отборочном турнире.
| Турниры Большого Шлема |       |               |               |               |       |        |       |
| Australian Open        | -     | 2Р            | 1Р            | -             | 2Р    | 0 / 3  | 2-3   |
| Roland Garros          | 1Р    | 1/4           | -             | -             | 1Р    | 0 / 3  | 3-3   |
| Уимблдон               | -     | 1Р            | -             | 2Р            | 3Р    | 0 / 3  | 5-2   |
| US Open                | 1Р    | 1Р            | 1Р            | -             | -     | 0 / 3  | 0-3   |
| Итог                   | 0 / 2 | 0 / 4         | 0 / 2         | 0 / 1         | 0 / 3 | 0 / 12 |       |
| В/П в сезоне           | 0-2   | 4-4           | 0-2           | 3-1           | 3-2   |        | 10-11 |
| Олимпийские игры       |       |               |               |               |       |        |       |
| Летняя олимпиада       | -     | Не проводился | Не проводился | Не проводился | 2Р    | 0 / 1  | 1-1   |